# Hakham Bachi

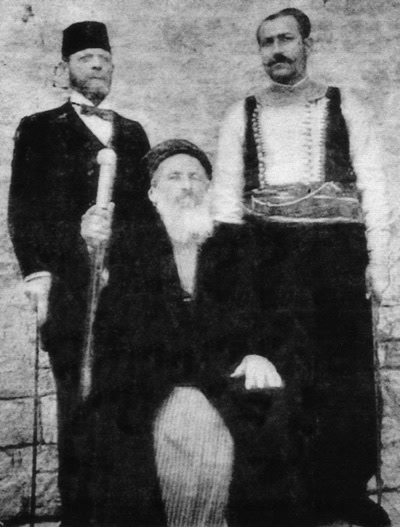
Grand-Rabbin Jacob Saul Dwek, Hakham Bachi d'Alep, Syrie, 1908.

Hakham Bachi (turc ottoman : خاخام باشی , turc : Hahambaşı , hébreu : חכם באשי)  est le titre porté dans l'Empire ottoman puis en Turquie par le chef religieux des communautés juives. Ce titre est formé de l'hébreu חכם hakham (sage) et du turc باش baş (tête).
Il y avait dans l'Empire ottoman un Hakham Bachi basé à Constantinople (Istanbul) dont l'autorité s'étendait sur tous les juifs de tout l'Empire, et pour chaque communauté importante (géographique ou traditionnelle, comme les Juifs Mizrahim d'Égypte et d'Irak, les Romaniotes ou les Séfarades) un Hakham Bachi particulier. Une exception notable fut la puissante communauté juive de Salonique dont la direction générale était confiée à un groupe de rabbins choisis par les multiples communautés. Cette institution fut cependant abolie à la fin du XIXe siècle et les communautés de Salonique entrèrent dans le cadre classique des 'Hakham Bachi.

## Liste des Hakham Bachi dans l'Empire Ottoman
| Eli Capsali                   | 1452–1454 |
| Moses Capsali                 | 1454–1495 |
| Eliyahou Mizrahi              | 1497–1526 |
| Mordechai Komitano            | 1526–1542 |
| Tam ibn Yahya                 | 1542–1543 |
| Eliyyah Benjamin ha-Levi      | 1543      |
| Eliyyah ben Ḥayyim            | 1543–1602 |
| Yeḥiel Bassan                 | 1602–1625 |
| Joseph Miṭrani                | 1625–1639 |
| Yomṭov Ben Yaʿesh             | 1639–1642 |
| Yomṭov ben Ḥananiah Ben Yaqar | 1642–1677 |
| Ḥayyim Qamḥi                  | 1677–1715 |
| Judah Ben Rey                 | 1715–1717 |
| Samuel Levi                   | 1717–1720 |
| Abraham ben Ḥayyim Rosanes    | 1720–1745 |
| Solomon Ḥayyim Alfandari      | 1745–1762 |
| Meir Ishaki                   | 1762–1780 |
| Elijah Palombo                | 1780–1800 |
| Ḥayyim Jacob Benyakar         | 1800–1835 |
| Abraham ha-Levi               | 1835–1836 |
| Samuel ben Moses Ḥayyim       | 1836–1837 |
| Moses Fresco                  | 1839–1841 |
| Jacob Behar David             | 1841–1854 |
| Ḥayyim ha-Kohen               | 1854–1860 |
| Jacob (ou Yakup) Avigdor      | 1860–1863 |
| Yakir Geron                   | 1863–1872 |
| Moses Levi                    | 1872–1908 |
| Makhlouf Eldaoudi             | 1889–1909 |
| Chaim Nahum                   | 1908–1920 |

## Liste des Hakham Bachi dans la République Turque
| Haim Moşe Becerano | 1920–1931 |
| Haim Ishak Saki    | 1931–1940 |
| Rafael David Saban | 1940–1960 |
| David Asseo        | 1961–2002 |
| Ishak Haleva       | 2002–2025 |